# Морерень (Харгіта)
Морерень, Моререні (рум. Morăreni) — село у повіті Харгіта в Румунії. Входить до складу комуни Лупень.
Село розташоване на відстані 224 км на північ від Бухареста, 45 км на захід від М'єркуря-Чука, 132 км на схід від Клуж-Напоки, 83 км на північ від Брашова.

## Населення
За даними перепису населення 2002 року у селі проживали 720 осіб, з них 719 осіб (99,9%) угорців. Усі жителі села рідною мовою назвали угорську.